# Paolo Bellino
Paolo Bellino (Rivoli, 19 agosto 1969) è un ex ostacolista e dirigente sportivo italiano, specializzato nei 400 metri ostacoli.

## Biografia
Il 1991 il suo anno migliore; oltre al primato personale con 49"39 (che costituisce l'11ª prestazione italiana di tutti i tempi nella specialità), anche diverse presenze in maglia azzurra culminate con la partecipazione ai mondiali di Tokyo, nei quali fu 5º nella sua batteria.
È stato commentatore tecnico per la Rai in occasione di alcuni importanti eventi di atletica leggera. Segretario generale della FIDAL nel 2012-13, successivamente diviene amministratore delegato e direttore generale di RCS Sport.

## Progressione

### 400 metri ostacoli
| Stagione | Tempo | Luogo   | Data      | Rank. Mond. |
| -------- | ----- | ------- | --------- | ----------- |
| 1997     | 50"12 | Torino  | 24-6-1997 |             |
| 1995     | 50"37 | Roma    | 8-6-1995  |             |
| 1994     | 50"21 | Roma    | 8-6-1994  |             |
| 1991     | 49"39 | Udine   | 4-7-1991  | 25º         |
| 1988     | 52"70 | Sudbury | 27-7-1988 |             |

## Palmarès
| Anno | Manifestazione | Sede  | Evento   | Risultato | Prestazione | Note |
| ---- | -------------- | ----- | -------- | --------- | ----------- | ---- |
| 1991 | Mondiali       | Tokyo | 400 m hs | Batteria  | 50"74       |      |